# Al-Wihdat
Der al-Wihdat SC (arabisch الوحدات, DMG al-Wiḥdāt) ist ein Sportverein aus Amman in Jordanien. Der Verein spielt in der höchsten Liga des Landes, der Jordan League.

## Vereinsgeschichte
Gegründet wurde der Verein 1956. Bis 1980 musste der Verein warten, ehe er seinen ersten großen Titel erringen konnte. 1980 gewann der Verein die erste von insgesamt 11 Meisterschaften. Die letzte konnte im April 2009 gewonnen werden. Dazu kam der Gewinn des nationalen Pokals. Als Meister nimmt und nahm der Verein seit 2005 am AFC Cup teil. Dabei konnte der Verein sowohl 2006 als auch 2007 das Halbfinale erreichen. Beide Male traf Al-Wihdat dabei auf den Ligakonkurrenten Al-Faisaly und scheiterte am Ende.

## Vereinserfolge

### National
- Jordan League: 17

Meister: 1980, 1987, 1991, 1994, 1995, 1996, 1997, 2005, 2007, 2008, 2009, 2011, 2014, 2015, 2016, 2018, 2020
- Jordan FA Cup: (12)

Gewinner: 1982, 1985, 1988, 1996, 1997, 2000, 2008/09, 2009/10, 2010/11, 2013/14, 2022, 2023/24
- Jordan Super Cup: (14)

Gewinner: 1989, 1992, 1997, 1998, 2000, 2001, 2005, 2008, 2009, 2010, 2011, 2014, 2018, 2021
- Jordan Shield Cup: (10)

Gewinner: 1982, 1983, 1988, 1995, 2002, 2004, 2008, 2010, 2017, 2020

### Kontinental
- AFC Cup

Halbfinale: 2006, 2007, 2011

## Stadion
Seine Heimspiele trägt der Verein im King Abdullah II Stadium in Amman aus, das bis zu 13.000 Zuschauer fassen kann.